# Node.js
Node.js – wieloplatformowe środowisko uruchomieniowe o otwartym kodzie do tworzenia aplikacji typu server-side napisanych w języku JavaScript. Przyczynił się do stworzenia paradygmatu „JavaScript everywhere”, umożliwiając programistom tworzenie aplikacji w obrębie jednego języka programowania zamiast polegania na odrębnych po stronie serwerowej.
Z Node.js korzysta wiele przedsiębiorstw, m.in. Airbnb, Aliexpress, Coursea, eBay, GoDaddy, Groupon, IBM, LinkedIn, MasterCard, Medium, Microsoft, NASA, Netflix, PayPal, Pinterest, Tumblr, Twitter, Walmart, Uber, czy Yahoo!.
Node.js umożliwia także tworzenie aplikacji typu client-side za pośrednictwem platformy Electron.

## Historia
Node.js został stworzony przez Ryana Dahla w 2009 roku. Pierwsza wersja obsługiwała tylko Linuksa oraz Mac OS X. Jej opracowywaniem i utrzymywaniem kierował Dahl, a finansowaniem projektu zajęła się firma Joyent, w której pracował.
Dahl skrytykował wówczas ograniczone możliwości Apache HTTP Server, najpopularniejszego serwera WWW do obsługi wielu równoczesnych połączeń oraz najbardziej powszechnego sposobu tworzenia kodu (programowanie sekwencyjne), gdy kod albo blokował cały proces, albo implikował wiele stosów wykonania w przypadku jednoczesnych połączeń.
W 2011 roku Microsoft oraz Joyent wdrożyły natywną wersję Node.js dla systemu Windows.
W 2019 roku JS Foundation oraz Node.js Foundation połączyły się, tworząc OpenJS Foundation.

## Szczegóły
Node.js składa się z silnika V8 (stworzonego przez Google), biblioteki libUV oraz kilku innych bibliotek.
Pierwotnym celem Dahla było dodanie do stron internetowych możliwości technologii push, widocznej w aplikacjach pocztowych takich jak Gmail. Po wypróbowaniu różnych języków zdecydował się na JavaScript, ze względu na brak istniejącego API wejścia/wyjścia. Dało mu to możliwość wykorzystania nieblokującego, sterowanego zdarzeniami wejścia/wyjścia.
Domyślnym managerem pakietów dla Node.js jest Npm.